# Le Claon
Le Claon is een gemeente in het Franse departement Meuse (regio Grand Est) en telt 55 inwoners (2009). De plaats maakt deel uit van het arrondissement Verdun.

## Geografie
De oppervlakte van Le Claon bedraagt 7,2 km², de bevolkingsdichtheid is dus 7,6 inwoners per km².
De onderstaande kaart toont de ligging van Le Claon met de belangrijkste infrastructuur en aangrenzende gemeenten.

## Demografie
Onderstaande figuur toont het verloop van het inwonertal (bron: INSEE-tellingen).